# Ronde van Frankrijk 2008/Twaalfde etappe
De twaalfde etappe van de Ronde van Frankrijk 2008 werd verreden op donderdag 17 juli 2008 over een afstand van 168.5 kilometer tussen Lavelanet en Narbonne. Gedurende deze rit moest één col beklommen worden: de Col du Camperié.

## Verloop
Voor aanvang van de etappe werd bekend dat Riccardo Riccò, winnaar van de zesde en negende etappe, positief had getest op het middel CERA (een synthetische epo). Hij werd door de politie uit de rennersbus gehaald en meegenomen voor verhoor. Zijn ploeg Saunier Duval besloot vervolgens om alle renners uit de ploeg terug te trekken. Dit betekende het vertrek van etappewinnaar Leonardo Piepoli, voormalig bergklassementleider David de la Fuente en nummer 8 in het algemeen klassement Juan José Cobo.
Riccò was na de elfde etappe leider van het berg- en jongerenklassement. Door zijn gedwongen vertrek werd Sebastian Lang de nieuwe aanvoerder in het bergklassement en stond Vincenzo Nibali geklasseerd als beste jongere. Aangezien het pas kort voor aanvang van de etappe duidelijk werd dat Riccò niet van start ging, droeg Lang niet de bolletjestrui. Nibali mocht omdat Riccò de bolletjestrui zou dragen sowieso al in de witte trui rijden.
De berichtgeving rond Ricco weerhield de overige renners er niet van direct na de start aan te vallen. Na een reeks vluchteloze vluchtpogingen slaagden twee Fransen, Samuel Dumoulin en Arnaud Gérard erin een gaatje te slaan. Ze pakten na 55 kilometer een maximale voorsprong van 4 minuten en 20 seconden. Snel bleef daar maar een klein minuutje meer van over, vervolgens bleef het verschil rond de minuut schommelen. Na 114 kilometer koers kregen Dumoulin en Gérard gezelschap van de even daarvoor uit het peloton ontsnapte Spanjaard Juan José Oroz, maar ook met Oroz in de kopgroep bleef de voorsprong schommelen rond de minuut. Het drietal werd 10 kilometer voor de streep opgeslokt door het peloton.
Hierna ging het peloton met grote vaart verder richting de finish, in Narbonne. Met de wind in de rug kon het kleinste foutje al noodlottig worden, maar er gebeurden geen ongelukken. Alle grote namen zaten voorin, alsmede alle sprinters. Een paar kilometer voor de finish begon er al een treintje van de ploeg van Mark Cavendish naar voren te kruipen. Echter werd hun werk tenietgedaan door een rotonde, waar de renners die via de rechterkant gingen een stuk sneller waren. Toch wist Mark Cavendish weer voorop te komen, maar nu moest hij het wel zelf afmaken, en kon hij niet meer worden afgeleverd door een knecht. Maar met een geweldige overmacht wist hij alweer zijn derde etappezege in deze Tour te boeken, alle andere sprinters kansloos achter zich latend. Óscar Freire wist zijn groene trui te behouden door op de vijfde plaats te eindigen, voor de Noor Thor Hushovd. Ook Evans wist zijn voorsprong in het klassement voor de gele trui te behouden.

### Tussensprints
| Tussensprint Saint-Paul-de-Fenouillet na 76 km |                 |        |
| Plaats                                         | Naam            | Punten |
| Winnaar                                        | Arnaud Gérard   | 6      |
| 2                                              | Samuel Dumoulin | 4      |
| 3                                              | Óscar Freire    | 2      |

| Tussensprint Thézan-des-Corbières na 142.5 km |                 |        |
| Plaats                                        | Naam            | Punten |
| Winnaar                                       | Samuel Dumoulin | 6      |
| 2                                             | Arnaud Gérard   | 4      |
| 3                                             | Juan José Oroz  | 2      |

### Bergsprints
| Beklimming Col du Camperié na 57,5 km | Beklimming Col du Camperié na 57,5 km | Beklimming Col du Camperié na 57,5 km | 4e cat. 3,1 km à 3,7 % | 4e cat. 3,1 km à 3,7 % |
| Plaats                                | Naam                                  | Naam                                  | Punten                 |                        |
| Winnaar                               | Samuel Dumoulin                       | Samuel Dumoulin                       | 3                      |                        |
| 2                                     | Arnaud Gérard                         | Arnaud Gérard                         | 2                      |                        |
| 3                                     | Sebastian Lang                        | Sebastian Lang                        | 1                      |                        |

## Uitslag
| rang | renner             | land                | ploeg                 | tijd       |
| ---- | ------------------ | ------------------- | --------------------- | ---------- |
| 1    | Mark Cavendish     | Verenigd Koninkrijk | Columbia              | 3u 40' 52" |
| 2    | Sébastien Chavanel | Frankrijk           | La Française des Jeux | z.t.       |
| 3    | Gert Steegmans     | België              | Quick-Step            | z.t.       |
| 4    | Erik Zabel         | Duitsland           | Milram                | z.t.       |
| 5    | Óscar Freire       | Spanje              | Rabobank              | z.t.       |
| 6    | Francesco Chicchi  | Italië              | Liquigas              | z.t.       |
| 7    | Thor Hushovd       | Noorwegen           | Crédit Agricole       | z.t.       |
| 8    | Leonardo Duque     | Colombia            | Cofidis               | z.t.       |
| 9    | Julian Dean        | Nieuw-Zeeland       | Garmin-Chipotle       | z.t.       |
| 10   | Heinrich Haussler  | Duitsland           | Gerolsteiner          | z.t.       |

## Strijdlustigste renner
| renner          | land      | ploeg   |
| --------------- | --------- | ------- |
| Samuel Dumoulin | Frankrijk | Cofidis |

## Algemeen klassement
| rang | renner                | land             | ploeg                  | tijd        |
| ---- | --------------------- | ---------------- | ---------------------- | ----------- |
|      | Cadel Evans           | Australië        | Silence-Lotto          | 50u 23' 05" |
| 2    | Fränk Schleck         | Luxemburg        | Team CSC - Saxo Bank   | op 1"       |
| 3    | Christian Vande Velde | Verenigde Staten | Team Garmin - Chipotle | op 38"      |
| 4    | Bernhard Kohl         | Oostenrijk       | Team Gerolsteiner      | op 46"      |
| 5    | Denis Mensjov         | Rusland          | Rabobank               | op 57"      |
| 6    | Carlos Sastre         | Spanje           | Team CSC - Saxo Bank   | op 1' 28"   |
| 7    | Kim Kirchen           | Luxemburg        | Team Columbia          | op 1' 56"   |
| 8    | Vladimir Jefimkin     | Rusland          | AG2R                   | op 2' 32"   |
| 9    | Mikel Astarloza       | Spanje           | Euskaltel-Euskadi      | op 3' 51"   |
| 10   | Vincenzo Nibali       | Italië           | Liquigas               | op 4' 18"   |

## Nevenklassementen

### Puntenklassement
| rang | renner       | land               | ploeg           | punten |
| ---- | ------------ | ------------------ | --------------- | ------ |
|      | Óscar Freire | Vlag van Spanje    | Rabobank        | 162    |
| 2    | Kim Kirchen  | Vlag van Luxemburg | Team Columbia   | 138    |
| 3    | Thor Hushovd | Vlag van Noorwegen | Crédit Agricole | 136    |

### Bergklassement
| rang | renner         | land                | ploeg              | punten |
| ---- | -------------- | ------------------- | ------------------ | ------ |
|      | Sebastian Lang | Vlag van Duitsland  | Team Gerolsteiner  | 58     |
| 2    | Bernhard Kohl  | Vlag van Oostenrijk | Team Gerolsteiner  | 56     |
| 3    | Fränk Schleck  | Vlag van Luxemburg  | Team CSC-Saxo Bank | 46     |

### Jongerenklassement
| rang | renner          | land              | ploeg    | tijd        |
| ---- | --------------- | ----------------- | -------- | ----------- |
|      | Vincenzo Nibali | Vlag van Italië   | Liquigas | 50u 27' 23" |
| 2    | Roman Kreuziger | Vlag van Tsjechië | Liquigas | op 2' 42"   |
| 3    | Maxime Monfort  | Vlag van België   | Cofidis  | op 2' 49"   |

### Ploegenklassement
| rang | ploeg                | land      | tijd         |
| ---- | -------------------- | --------- | ------------ |
|      | Team CSC - Saxo Bank | Spanje    | 151u 01' 25" |
| 2    | AG2R                 | Frankrijk | op 4' 49"    |
| 3    | Team Gerolsteiner    | Duitsland | op 15' 23"   |

1e etappe ·
2e etappe ·
3e etappe ·
4e etappe ·
5e etappe ·
6e etappe ·
7e etappe ·
8e etappe ·
9e etappe ·
10e etappe ·
11e etappe ·
12e etappe ·
13e etappe ·
14e etappe ·
15e etappe ·
16e etappe ·
17e etappe ·
18e etappe ·
19e etappe ·
20e etappe ·
21e etappe
Startlijst · Eindstanden · Afbeeldingen